# Teatro Petruzzelli

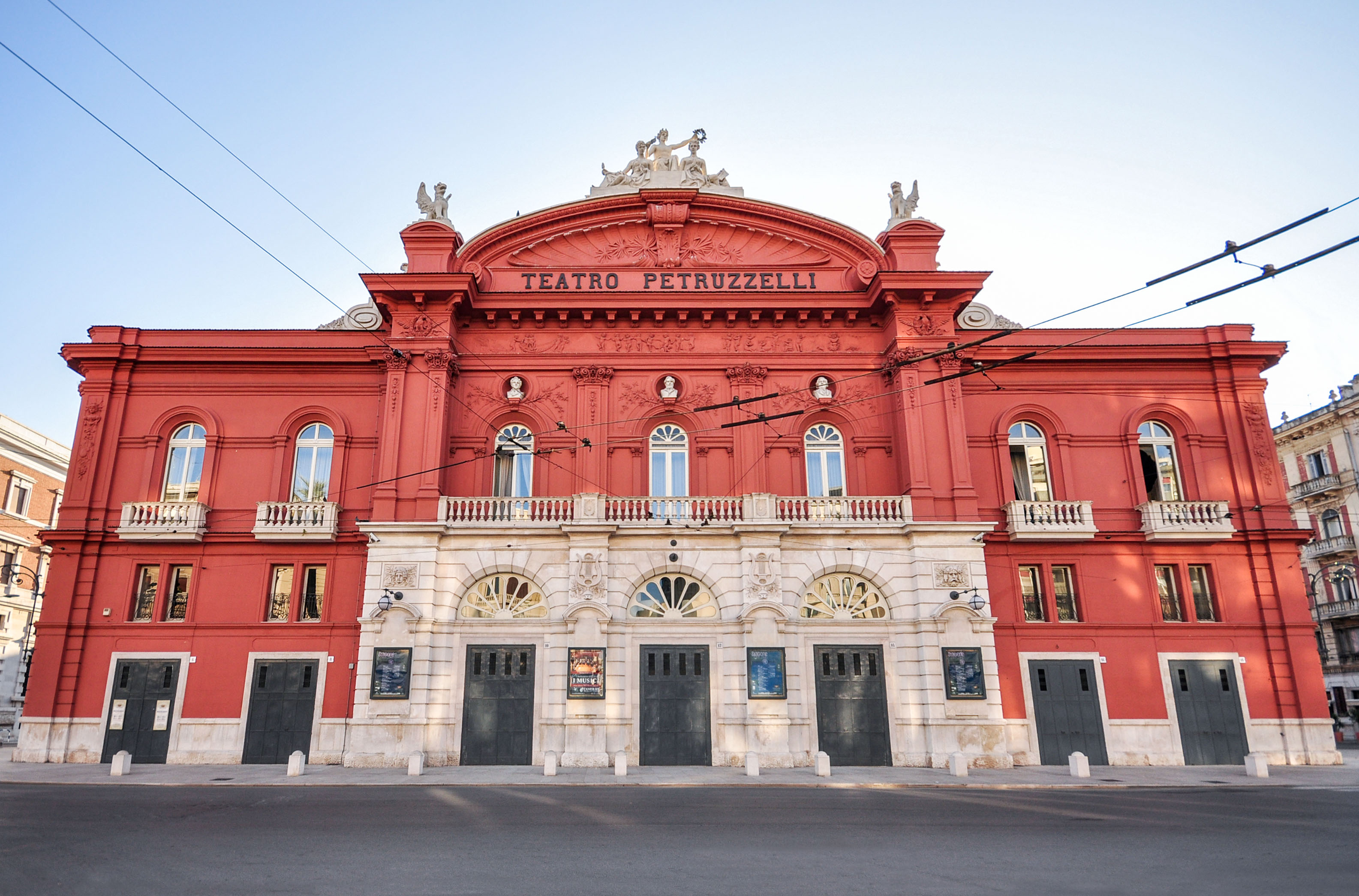
Teatro Petruzzelli in Bari, Italië

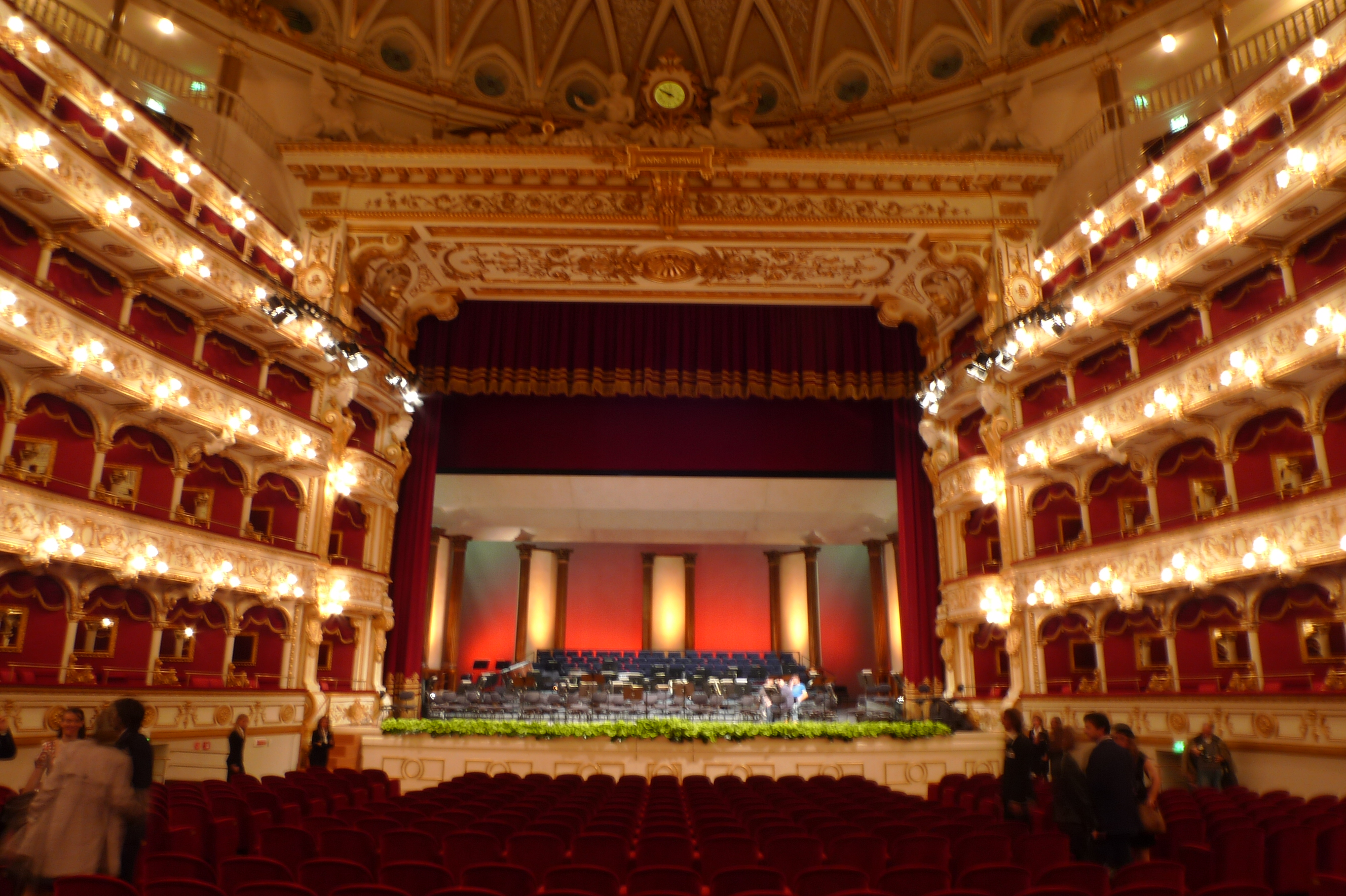
Binnenzicht

Het Teatro Petruzzelli (1903) staat in Bari, in de Italiaanse regio Apulië. Het is op de eerste plaats een concert- en operahuis dat daarnaast filmvoorstellingen en balletoptredens organiseert. Het theatergebouw kende aanvankelijk meer dan 3.000 zitplaatsen. Na de reconstructie na de brand van 1991 telt het nog steeds meer dan 1.200 zitplaatsen. 

## Naam
De naam verwijst naar de eerste uitbaters van het theater, ten tijde van het koninkrijk Italië. De broers Onofrio en Antonio Petruzzelli waren reders in de haven van Bari. Zij baatten aanvankelijk het theater uit. Later werd een consortium de uitbater: het gaat om de Fondazione lirico sinfonica Petruzzelli e Teatri di Bari.

## Historiek
In de jaren 1890 vond het stadsbestuur dat de nood aan concertzalen zo groot was dat het stedelijk theater Piccinni daarvoor te klein was. De stad kende een toenemend aantal gegoede burgers die aandrongen op een stedelijk initiatief. De plek voor het nieuwe theater was het onbebouwde plein Largo alla Marina. Op dit plein vonden al straatoptredens en openluchtconcerten plaats. In 1896 werd een contract ondertekend tussen de stad en de familie Petruzzelli. De broers Petruzzelli stonden in voor de bouw en de exploitatie van het nieuwe theater. In ruil kregen ze de pacht van het plein kwijtgescholden alsook een eenmalige subsidie van 40.000 lire. De zwager van de broers Petruzzelli, ingenieur Angelo Messeni, werd de bouwheer. Aan het theater werd gebouwd van 1898 tot 1903. Bij de inhuldiging werd de opera Les Huguenots van Giacomo Meyerbeer opgevoerd. De ambitie was om Bari op de culturele kaart van Italië te plaatsen.
De jaren 1930 vormden een eerste hoogtepunt. Buitenlandse orkesten en operasterren traden op in het Teatro Petruzzelli. Tijdens de Italiaanse Veldtocht in de Tweede Wereldoorlog werden grote delen van Bari verwoest. Het Teatro Petruzzelli bleef overeind en organiseerde musicals voor de Geallieerde troepen.
In 1973 werd een scène van de film Polvere di stelle van regisseur Alberto Sordi opgenomen in het theater. 
In de jaren 1980 kende het Teatro Petruzzelli, net zoals in de jaren 1930, een hoogtepunt met talrijke spektakels met internationale sterren.
In de nacht van 26 op 27 oktober 1991 legde een brand het theater volledig in de as. De heropbouw sleepte jaren aan. In 2009 herstartte het Teatro Petruzzelli met uitvoeringen; de inhuldiging vond plaats met de Negende symfonie van Beethoven.